# 게르마니아 (항공사)
게르마니아 항공(독일어: Germania)은 독일의 전세 항공사로 본사는 독일 베를린에 위치해 있으며 1978년에 설립했다. 또한 사용하고 있는 허브 공항으로 베를린 테겔 국제공항과 뒤셀도르프 국제공항이 있다.

## 보유 기종
- 2012년 4월 기준으로 게르마니아 항공은 다음과 같은 기종을 보유하고 있으며 평균 기령은 8.8년이다.[1]

## 사진

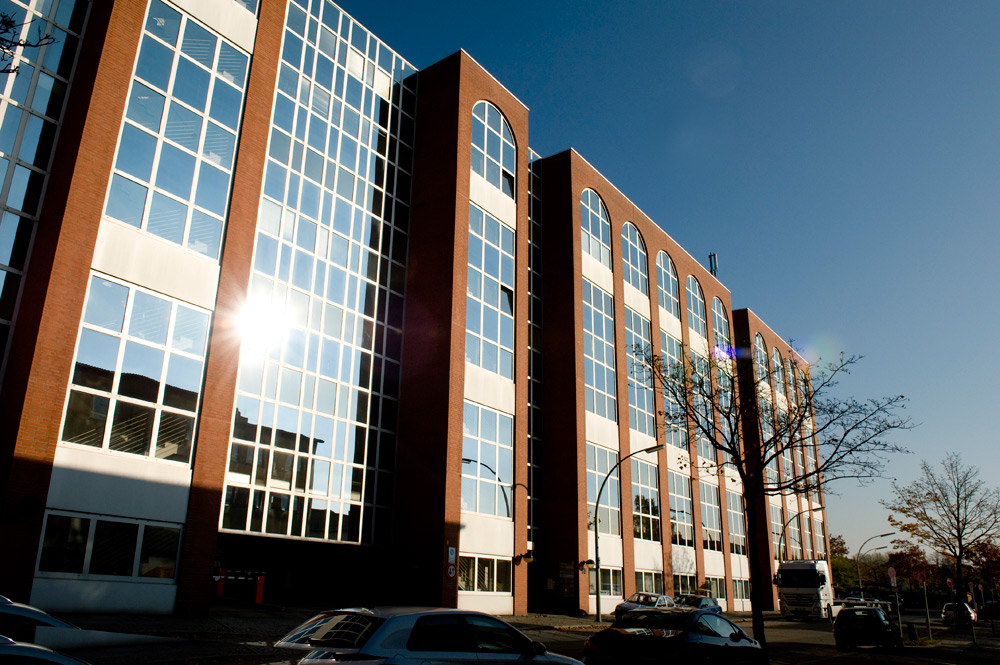
게르마니아 항공의 본사
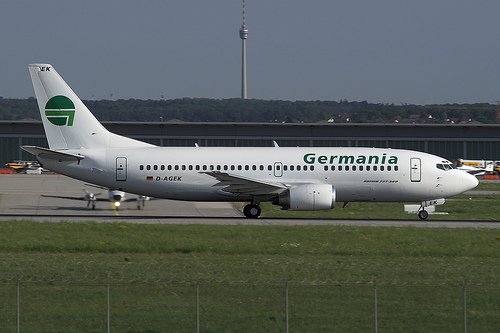
게르마니아 항공의 보잉 737-300
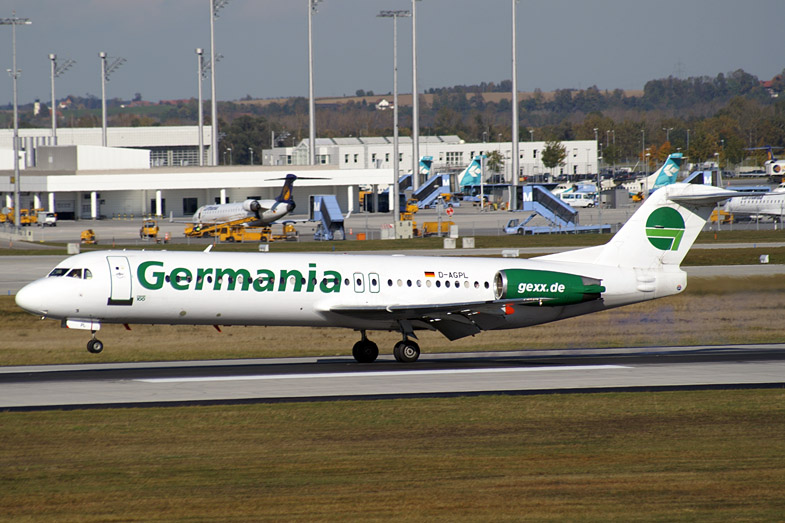
게르마니아 항공의 포커 100